# Lá dong
Cây lá dong, dong gói bánh, dong rừng hay dong lá (danh pháp hai phần: Stachyphrynium placentarium) là một loài thực vật trong họ Dong (Marantaceae).
Loài này được João de Loureiro mô tả khoa học đầu tiên năm 1790 dưới danh pháp Phyllodes placentaria. Năm 2003 Karen Clausager & Finn Borchsenius chuyển nó sang chi Stachyphrynium.

## Đặc điểm
Cây thân thảo cao 1–2 m. Các lá gốc 1 (hoặc 2); bao lá 3–50 cm. Lá mọc trên thân cây 1; bao lá 3–5 cm; cuống lá 7,5–60 cm, thể gối 2–7 cm; phiến lá hình từ trứng tới elip, 25-55 × (5,5-) 8–20 cm, dạng dai như da nhưng mỏng, không lông, gốc lá thuôn tròn với tâm nhọn, đỉnh lá nhọn.
Cụm hoa không cuống, bao gồm 4 hay 5 hoặc nhiều hơn các bông con, hình cầu, đường kính 3–8 cm; các lá bắc nhiều, thuôn dài, 2-2,5 cm, đỉnh với mũi nhọn thon dần và cứng dạng gai. Hoa 2 trên mỗi lá bắc, màu trắng hay trắng ngả sang vàng. Các lá đài thẳng, khoảng 5 mm. Ống tràng hoa khoảng 8 mm; thùy lá hình elip, kích thước khoảng 5 x 2 mm. Các nhụy lép bên ngoài hình trứng ngược, khoảng 5 mm. Bầu nhụy nhẵn nhụi hoặc có lông măng ở đỉnh. Quả thuôn dài, khoảng 1,2 cm; vỏ quả mỏng. Hạt 1, hình dạng elip, khoảng 1 cm; áo hạt màu đỏ. Ra hoa trong khoảng từ tháng 5 tới tháng 8, nhưng có thể sớm hơn từ tháng 2, kết quả từ tháng 8 tới tháng 11.

## Phân bố
Sinh sống trong các khu vực ẩm ướt có bóng râm che phủ như trong rừng, thường trong các thung lũng dọc theo suối; cao độ từ 0 tới 1.500 m. Phân bố tại Ấn Độ, Bhutan, Indonesia, Myanmar, Philippines, Thái Lan, Trung Quốc (Quảng Đông, Quảng Tây, Quý Châu, Hải Nam, đông nam Tây Tạng, nam Vân Nam) và Việt Nam.

## Sử dụng

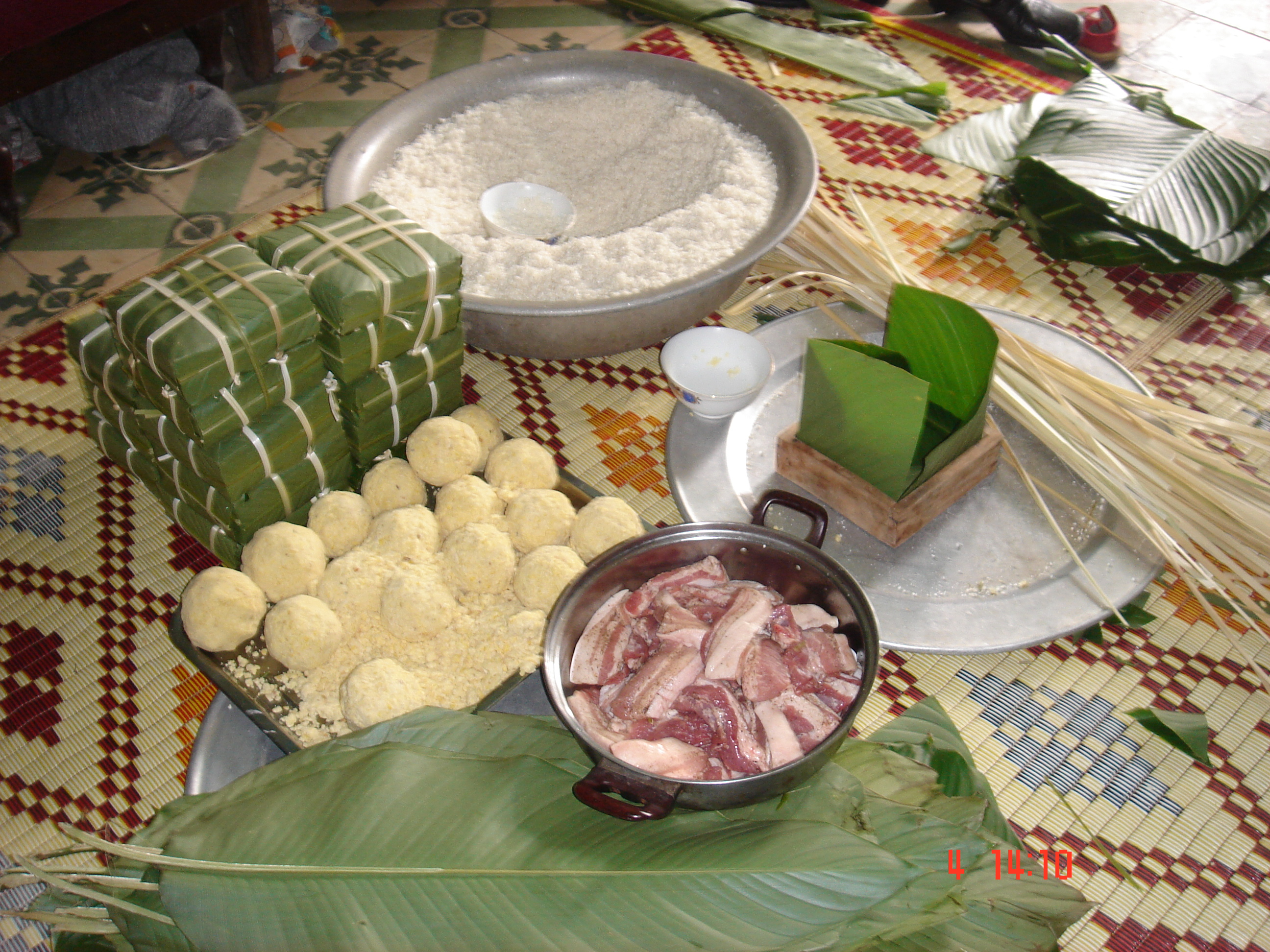
Lá dong dùng gói bánh

Lá dong được dùng chủ yếu để gói bánh chưng, bánh giầy, bánh tét, bánh nếp, bánh tẻ. Bánh gói lá dong sau khi luộc có mùi thơm đặc biệt và dễ chịu.
Lá dong còn được dùng để cất giấm bằng cách ngâm lá với rượu hay dung dịch 30% đường.
Theo kinh nghiệm dân gian, lá dong được dùng làm thuốc giải độc, chữa say rượu, rắn cắn.